# 원각류해 권3
원각류해 권3(圓覺類解 卷三)은 서울특별시 중구, 동국대학교도서관에 있는 고려시대의 불경이다. 1981년 7월 15일 대한민국의 보물 제719호로 지정되었다.

## 개요
원각경의 원래 명칭은 대방광원각수다라요의경이며, 승려들의 교과과목으로 채택되어 불교수행의 길잡이 역할을 하고 있다. 우리나라에서는 고려의 지눌이 깊이 신봉하여 '요의경'이라고 한 뒤 크게 유행하였다. 
원각류해 (圓覺類解)는 송나라의 승려 행정(行霆)이 원각경의 내용을 8권으로 요약하여 쉽게 풀이해 놓은 책이며 그 가운데 권3이 남아있다. 닥종이에 찍은 목판본으로 크기는 세로 28.1cm, 가로 17.5cm이다. 책 마지막장에 있는 기록을 통해 고려 후기의 문신 정공권(1333∼1382)이 책을 펴냈음을 알 수 있다. 그는 공민왕대부터 우왕대에 이르기까지 여러 관직을 맡았으며, 이 책도 그 당시 간행된 것으로 보인다. 
글씨와 목판을 새긴 솜씨가 뛰어나며, 판을 새기자마자 찍어낸 듯 인쇄상태가 매우 깨끗하다. 비록 전체의 내용이 전하지는 않지만 인쇄와 종이상태가 뛰어난 고려시대 목판본이다.

## 참고 자료
- 원각류해 권3 - 국가유산청 국가유산포털